# 维赫伦
维赫伦（荷蘭語：Wichelen，荷蘭語發音：[ˈʋɪxələ(n)] ⓘ）是比利时弗拉芒大區东佛兰德省登德爾蒙德區的一个市镇，位于登德尔地区，通行荷蘭語，是弗拉芒社群的一部分，面积22.87平方千米，人口11,578人（2018年1月1日）。